# Вітава (Україна)
Віта́ва — село Новоазовської міської громади Кальміуського району Донецької області, Україна. Поблизу села знаходиться національний природний парк Хомутовський степ

## Загальні відомості
Відстань до райцентру становить близько 21 км і проходить автошляхом Т 0508.
Із серпня 2014 р. перебуває на території, яка тимчасово окупована російськими терористичними військами.

## Населення
За даними перепису 2001 року населення села становило 68 осіб, із них 85,29 % зазначили рідною мову українську та 14,71 % — російську.